# Réville
Réville és un municipi francès situat al departament de la Manche i a la regió de Normandia. L'any 2007 tenia 1.199 habitants.

## Demografia

### Població
El 2007 la població de fet de Réville era de 1.199 persones. Hi havia 500 famílies de les quals 140 eren unipersonals (60 homes vivint sols i 80 dones vivint soles), 176 parelles sense fills, 160 parelles amb fills i 24 famílies monoparentals amb fills.
La població ha evolucionat segons el següent gràfic:
Habitants censats

### Habitatges
El 2007 hi havia 968 habitatges, 508 eren l'habitatge principal de la família, 427 eren segones residències i 34 estaven desocupats. 797 eren cases i 29 eren apartaments. Dels 508 habitatges principals, 363 estaven ocupats pels seus propietaris, 130 estaven llogats i ocupats pels llogaters i 14 estaven cedits a títol gratuït; 3 tenien una cambra, 29 en tenien dues, 100 en tenien tres, 149 en tenien quatre i 226 en tenien cinc o més. 412 habitatges disposaven pel capbaix d'una plaça de pàrquing. A 251 habitatges hi havia un automòbil i a 194 n'hi havia dos o més.

### Piràmide de població
La piràmide de població per edats i sexe el 2009 era:
| Homes | Edats   | Dones |
| ----- | ------- | ----- |
| 0     | 95 o +  | 0     |
| 0     | 90 a 94 | 4     |
| 4     | 85 a 89 | 16    |
| 4     | 80 a 84 | 4     |
| 28    | 75 a 79 | 32    |
| 32    | 70 a 74 | 48    |
| 28    | 65 a 69 | 52    |
| 32    | 60 a 64 | 16    |
| 48    | 55 a 59 | 36    |
| 36    | 50 a 54 | 36    |
| 44    | 45 a 49 | 36    |
| 40    | 40 a 44 | 52    |
| 52    | 35 a 39 | 16    |
| 24    | 30 a 34 | 48    |
| 60    | 25 a 29 | 28    |
| 44    | 20 a 24 | 24    |
| 60    | 15 a 19 | 36    |
| 40    | 10 a 14 | 20    |
| 44    | 5 a 9   | 28    |
| 24    | 0 a 4   | 20    |

## Economia
El 2007 la població en edat de treballar era de 731 persones, 509 eren actives i 222 eren inactives. De les 509 persones actives 462 estaven ocupades (267 homes i 195 dones) i 47 estaven aturades (13 homes i 34 dones). De les 222 persones inactives 77 estaven jubilades, 60 estaven estudiant i 85 estaven classificades com a «altres inactius».

### Ingressos
El 2009 a Réville hi havia 511 unitats fiscals que integraven 1.193 persones, la mediana anual d'ingressos fiscals per persona era de 15.274 €.

### Activitats econòmiques
Dels 48 establiments que hi havia el 2007, 1 era d'una empresa extractiva, 1 d'una empresa alimentària, 1 d'una empresa de fabricació d'altres productes industrials, 5 d'empreses de construcció, 13 d'empreses de comerç i reparació d'automòbils, 2 d'empreses de transport, 7 d'empreses d'hostatgeria i restauració, 4 d'empreses d'informació i comunicació, 3 d'empreses immobiliàries, 2 d'empreses de serveis, 5 d'entitats de l'administració pública i 4 d'empreses classificades com a «altres activitats de serveis».
Dels 9 establiments de servei als particulars que hi havia el 2009, 1 era una oficina de correu, 1 funerària, 1 taller de reparació d'automòbils i de material agrícola, 1 fusteria, 2 electricistes, 2 perruqueries i 1 restaurant.
Dels 4 establiments comercials que hi havia el 2009, 1 era una botiga de menys de 120 m², 1 una fleca i 2 floristeries.
L'any 2000 a Réville hi havia 57 explotacions agrícoles que ocupaven un total de 1.144 hectàrees.

## Equipaments sanitaris i escolars
El 2009 hi havia 1 escola maternal i 1 escola elemental.

## Poblacions més properes
El següent diagrama mostra les poblacions més properes.